# Cégep Beauce-Appalaches
Le Cégep Beauce-Appalaches (CBA) est un collège d'enseignement général et professionnel situé à Saint-Georges, dans la municipalité régionale de comté de Beauce-Sartigan. Il compte environ 1 800 étudiants.[Quand ?]
Le CBA offre plusieurs programmes techniques et pré-universitaires en plus d'abriter un centre collégial de transfert de technologie (MECANIUM), reconnu par le Ministère de l'Éducation et de l'Enseignement supérieur en 2004, qui offre des services de recherche et développement, de soutien technique ainsi que de la formation aux entreprises. Il dispose de 2 autres campus satellites dans les villes de Lac-Mégantic et de Sainte-Marie. Son entreprise d'entraînement, Tandem International, est située à Saint-Joseph.
La formation continue du CBA peut être réalisée en ligne, et s'adresse aussi aux entreprises et aux adultes qui désirent améliorer leur bagage de connaissances.
C’est en novembre 2023 que le Cégep Beauce-Appalaches a affirmé l’intégration d’un programme de techniques policière sur le Campus de Saint-Georges.

## Histoire
Le cégep Beauce-Appalaches a été fondé en 1990 à partir des installations du Séminaire de Saint-Georges de Beauce, une institution privée catholique qui offrait l'enseignement secondaire et collégial.

## Programmes

### Programmes au campus de Saint-Georges

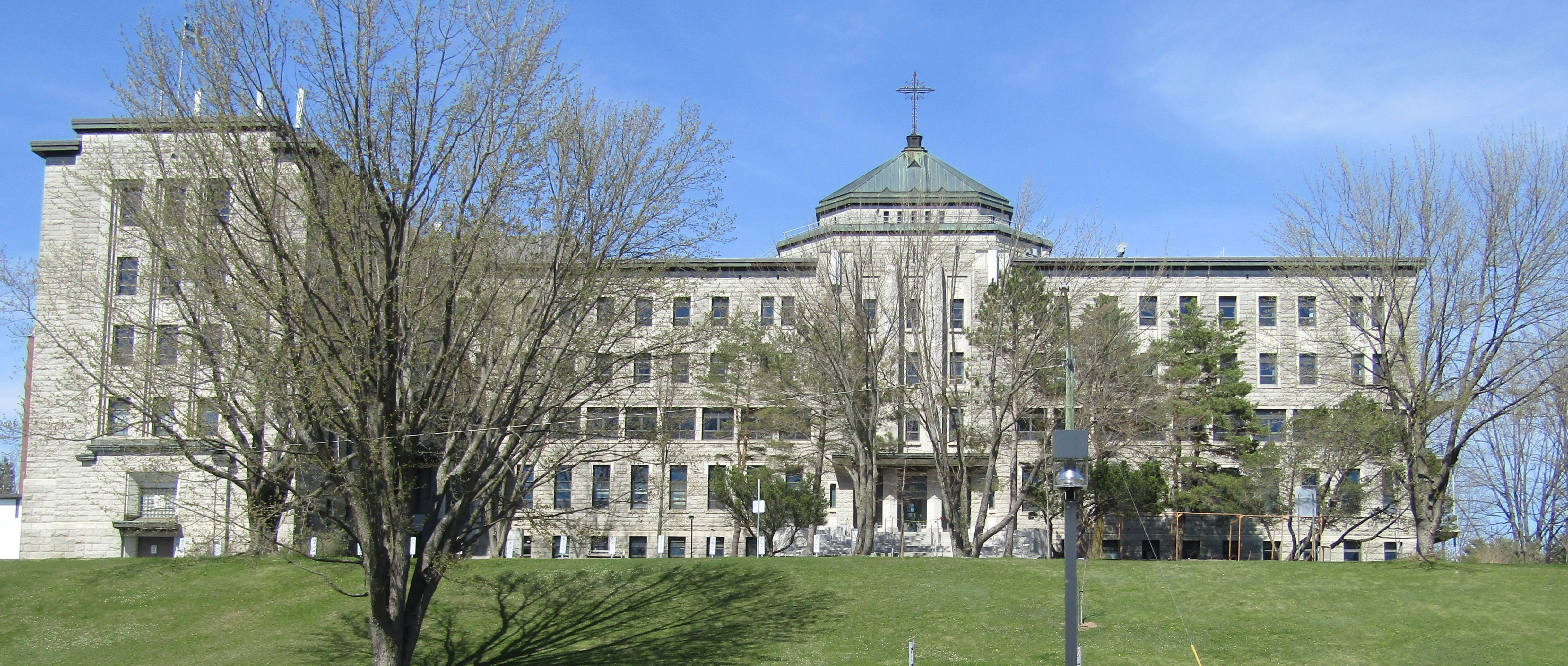
Campus de Saint-Georges.

#### Programmes préuniversitaires
- Arts visuels
- Arts, lettres et communications - Option langues
- Arts, lettres et communications - Option création et médias
- Double DEC - Sciences de la nature + Arts visuels
- Double DEC - Sciences de la nature + Langues
- Double DEC - Sciences humaines + Langues
- Sciences de la nature
- Sciences humaines
- Tremplin (Accueil et intégration)

#### Programmes techniques
- Soins infirmiers
- Techniques d'éducation à l'enfance
- Techniques d'éducation spécialisée
- Techniques de comptabilité et de gestion
- Techniques de design d'intérieur
- Techniques de l'informatique
- Technologie du génie civil
- Technologie du génie industriel

### Programmes au campus de Lac-Mégantic

#### Programmes préuniversitaires
- Sciences de la nature
- Science humaines

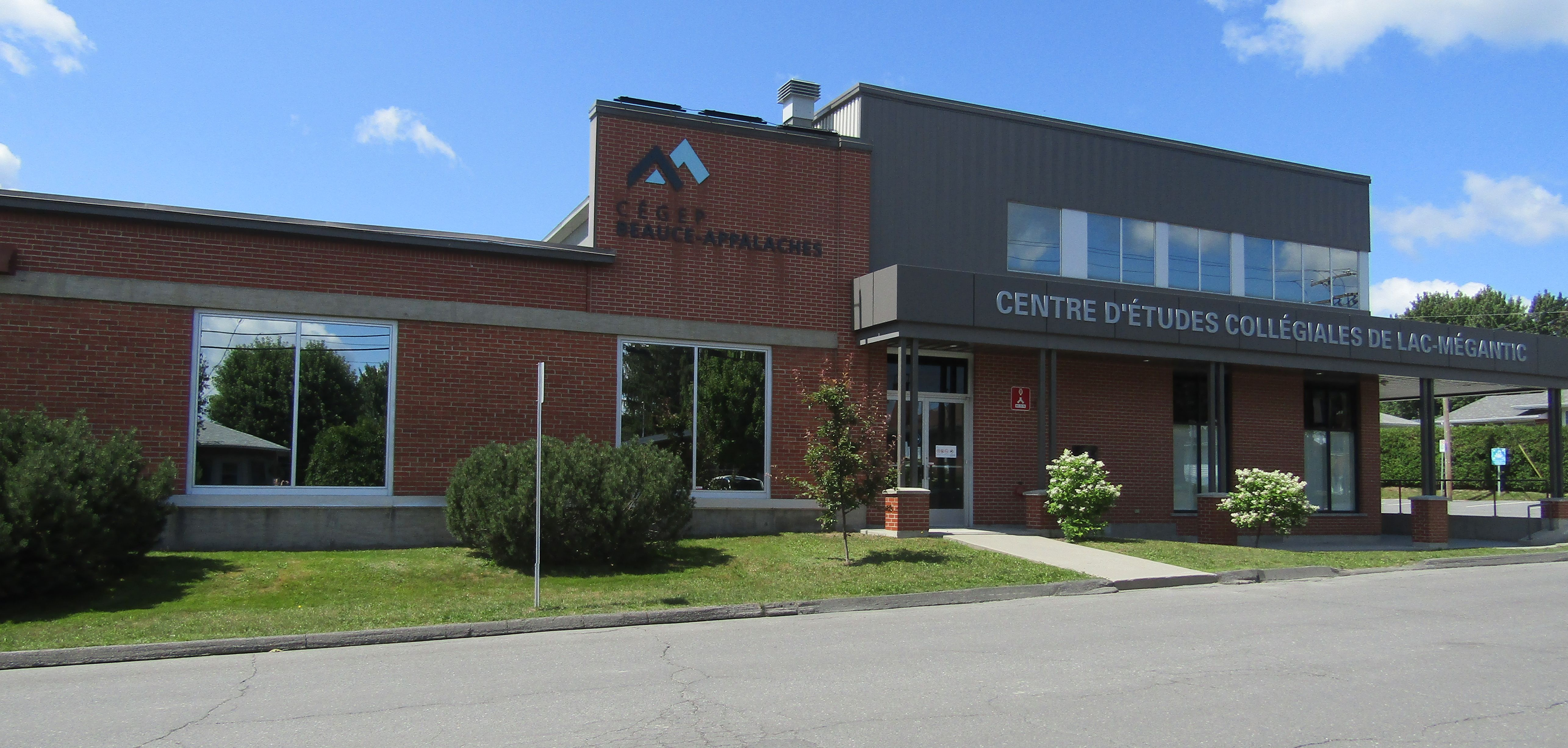
Cégep Beauce-Appalaches, campus Lac-Mégantic.

- Tremplin DEC (Accueil et intégration)

#### Programmes techniques
- Soins infirmiers
- Techniques d'éducation spécialisée
- Techniques de comptabilité et de gestion

### Programmes au campus de Sainte-Marie

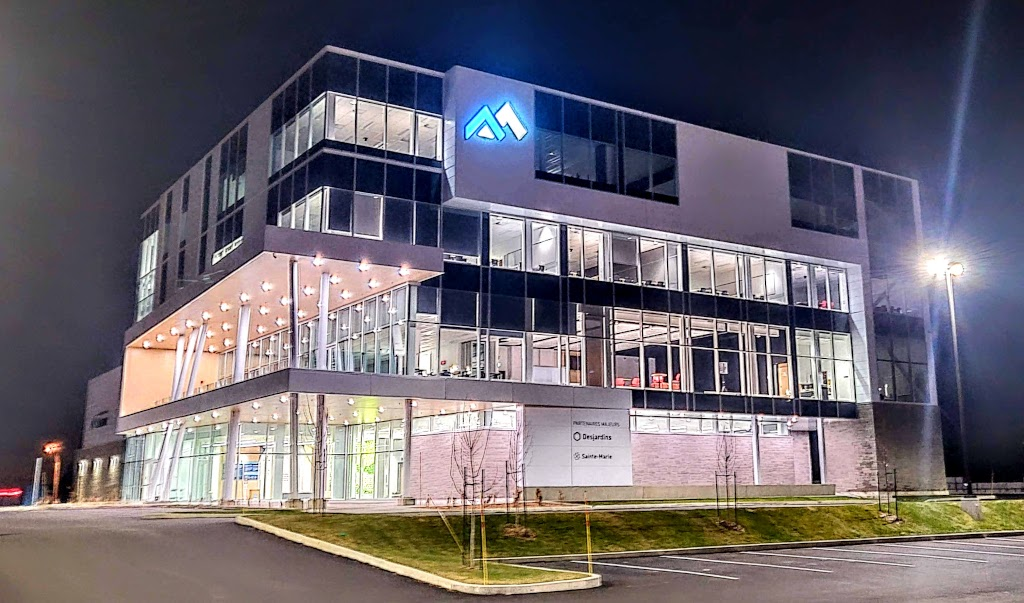
Centre d'études collégiales de Sainte-Marie.

#### Programmes préuniversitaires
- Sciences humaines
- Sciences de la nature
- Tremplin DEC (Accueil et intégration)

#### Programmes techniques
- Techniques de santé animale
- Techniques d'éducation spécialisée
- Technique de comptabilité et gestion

## Sports
Les équipes des Condors représentent le Cégep Beauce-Appalaches au sein du Réseau du sport étudiant du Québec (RSEQ). L’équipe de football des Condors existe depuis 1973. Elle a remporté la finale du Bol d’Or à trois reprises (1979, 1980 et 1988). Cette dernière évoluait au sein de la Division II du RSEQ, jusqu'à la fin de la saison 2019. L'équipe entame la saison 2020 dans la Division III.
Les Condors alignent aussi des équipes de volleyball, basketball, rugby, cheerleading, soccer, hockey et baseball.
Notons d'ailleurs que l'équipe de Hockey des Condors débutera dans la Ligue de Hockey Junior AAA du Québec (LHJAAAQ) à la saison 2020-2021. Pier-Alexandre Poulin agit à titre d'entraîneur-chef et directeur général de la formation beauceronne pour sa saison inaugurale.

## Culturel
Le Cégep Beauce-Appalaches dispose d'une salle de spectacle moderne et multifonctionnelle (Salle Alphonse-Desjardins) d'environ 600 sièges.
Une troupe de théâtre (L'Épisode) offre un spectacle annuel pour la population locale.